# Козъл
 Тази статия е за крепостта.  За планината и върха вижте Козник.  
Козъл, също Козел или Козник е средновековна крепост в Сърбия, Расински окръг, близо до съвременното село Кожел. Попада в района на Нишката епархия на Охридската архиепископия
Легенда обяснява името на града с предание, че за изграждането на крепостта на високия и непристъпен хълм са използвани кози/козли.
Разположена е на хълм на 922 m надморска височина, откъдето се открива широка панорама към околността. Намира се на пътя от Александровац през Копаоник за Йошаничка баня в Поибрието. Изкачва се за около 45 минути от село Козница. Състоянието ѝ е задоволително, като още са се запазили 7 от крепостните кули. Стражите-наблюдателници, охраняващи крепостта от околните хълмове, са обрасли с храсти и горска растителност. Районът на крепостта е известен с лозарската си индустрия и производството на вино.
Крепостите Козъл, Приздрияна и Бихор са превзети от османците през 1455 година. Народните песни и предания са запазили спомена за легендарния ѝ защитник, известен от народния епос и фолклор като Райко Расинеца или Раде Облако. За укрепването на крепостта в годините преди превземането ѝ от османските турци населението от околността е впрегнато в ангариен труд, поради което са се запазили от онова време имената на околните села Стрелец и Козница. От тогава е прозвището Проклетата Ирина на деспотица Ирина Кантакузина (съпруга на деспот Георги Бранкович) заради непосилната ангария, наложена на нейните поданици в стремежа ѝ да спаси владението от османско завладяване.